# 德米特里·赫沃羅斯托夫斯基
德米特里·亞歷山德羅維奇·赫沃羅斯托夫斯基（俄语：Дмитрий Александрович Хворостовский，1962年10月16日—2017年11月22日），俄羅斯籍男中音歌劇唱家。
赫沃羅斯托夫斯基出生於俄國西伯利亞克拉斯諾亞爾斯克，早年在當地的藝術學校學習歌唱，並在當地的歌劇院首次登台，飾演《弄臣》中蒙特羅內伯爵一角。1987年，霍式贏得俄國格林卡音樂大賽（the Russian Glinka Competition），次年贏得圖盧茲歌唱大賽（Toulouse Singing Competition）。1989年更打敗有地利優勢的威爾士男中音布莱恩·特菲尔，奪得加的夫BBC全球歌手大賽冠軍，一舉成名，同年便在倫敦，次年在紐約各辦了首次個人音樂會。
赫沃羅斯托夫斯基在西方世界的首次登台，是1989年在法國尼斯上演柴可夫斯基的《黑桃皇后》。在義大利的首演是在威尼斯鳳凰劇院上演同樣是柴可夫斯基筆下的尤金·奧涅金（Евгений Онегин），獲得空前成功，自此聲名遠播。1993年，赫沃羅斯托夫斯基終於在美洲大陸首次出演歌劇，參演當時芝加哥歌劇院舞台上的《茶花女》。
1995年，赫沃羅斯托夫斯基終於在紐約大都會歌劇院首次擔綱演出，自此成為各大歌劇院的委託不斷，包括倫敦皇家歌劇院、柏林國立歌劇院、斯卡拉大劇院和維也納國立歌劇院。赫沃羅斯托夫斯基被認為是柴可夫斯基筆下的叶甫盖尼·奥涅金的最佳詮飾者。《紐約時報》曾稱讚到霍氏就是為此角色而生的。
2015年被诊断出患有脑瘤，尽管患病，他直到2016年年底仍然继续歌唱。但他不得不因病取消了2016年9月与维也纳国家歌剧院的威尔第歌剧《西蒙·波拉涅拉》的计划，同年12月，取消了与莫斯科大剧院的威尔第歌剧《唐·卡洛》的首演计划。2017年5月7日，纽约大都会歌剧院纪念迁址林肯表演艺术中心的50周年音乐会，这时赫沃羅斯托夫斯基突然出现在大都会歌剧院舞台上，演唱了威尔第歌剧《弄臣》里的咏叹调《你们这群狗强盗》，令在场的各位观众惊喜，并且为他心系舞台、与病魔做斗争的精神所感动。
经过两年半与脑癌的斗争，2017年，因腦腫瘤逝世於在英国伦敦住所附近的一家医院。

## 備註及參考資料來源
1. ^  Tommasini, A. (2007, February 12)

Star Power, Charisma and Ardor in 'Onegin' （页面存档备份，存于）. Anthony Opera Review, New York Times.
- Warrack, J. & West, E. (1996). The Concise Oxford Dictionary of Opera - 3rd Edition. New York, NY: Oxford University Press. Page 240. ISBN 0-19-280028-0.
- Kennedy M.(2004). The Concise Oxford Dictionary of Music - 4th Edition. New York, NY: Oxford University Press. Page 354. ISBN 0-19-860884-5.

## 外部連結
- 歌迷網
- Dmitri Hvorostovsky
- 即將表演列表